# De Hoop
De Hoop è un centro abitato sudafricano situato nella municipalità distrettuale di Eden nella provincia del Capo Occidentale.

## Geografia fisica
Il piccolo centro abitato sorge lungo il corso del fiume Olifants a circa 15 chilometri a ovest della cittadina di Oudtshoorn.